# Callitriche fassettii
Callitriche fassettii är en grobladsväxtart som beskrevs av Schotsm.. Callitriche fassettii ingår i släktet lånkar, och familjen grobladsväxter. Inga underarter finns listade i Catalogue of Life.